# デフォト
デフォト（Dephot, Deutscher Photodienst, ドイッチャー・フォトディーンスト、現代風に訳せば「ドイツ・フォト・サービス」）とは、1928年から1934年までドイツに存在した、写真エージェンシー。活動は短期間であったが、ヴェルトルントシャウ（Weltrundschau）と並んで、ドイツの戦間期を代表する写真エージェンシーである。「デ・フォト」と表記されることもある。
1928年にジモン・グートマン（Simon Guttmann, 1890年-?）とアルフレッド・マルクス（Alfred Marx, ?-?）により設立された。
デフォトに所属した写真家としては、ウンボ、フェリックス・H・マン（Felix H. Man, Hans Sigismund Baumann, 1893年-1985年）、クルト・ヒュブシュマン（Kurt Hübschmann, Kurt Hutton, クルト・フットン, 1893年-1960年)、ヴァルター・ボスハルト（Walter Bosshard, 1892年-1975年）、ハラルド・レッヒェンペルグ（Harald Lechenperg, 1904年-1994年）、ロバート・キャパなどを挙げることができる。
主として、ベルリンやミュンヘンの新聞社に対してニュース写真等を提供した（例えば、ベルリナー・イルストリルテ・ツァイトゥングBerliner Illustrirte Zeitung やミュンヒナー・イルストリルテ・プレッセMünchener Illustrierte Presseなど）。
1932年には一旦倒産するも、その後、デゲフォト（Degephot, Deutsche Photogemeinschaft, ドイッチェ・フォトゲマインシャフト）として活動を再開し、1934年まで継続した。
デフォトは写真エージェンシーというものの基礎を作り、アメリカや戦後ヨーロッパにも大きな影響を与えた。一時的であれその成功は、写真エージェンシーというものがビジネスとして成功することを示し、写真エージェンシーの典型例として、その後の数多くの写真エージェンシーの設立をうながすこととなった。そのことは、フォトジャーナリズムの隆盛に寄与することとなる。

## 日本語の参考文献・展覧会
日本語の文献でデフォトの詳細を解説したような文献はない。また、日本で開催された展覧会でデフォトを取り上げたような展覧会は存在しない。